# Купчино (платформа)
Купчино — зупинний пункт/пасажирська платформа Санкт-Петербург-Вітебського напрямку Жовтневої залізниці в межах Санкт-Петербурга. Названа по мікрорайону Купчино Фрунзенського району Санкт-Петербурга.
Платформа була відкрита в 1972 році під назвою «Вітебська» разом з відкриттям станції метро «Купчино», також, за деякими даними, нова платформа оголошувалася як «Купчино-2», в 1974 році їй було присвоєно сучасну назву «Купчино», яку раніше мав розташований ближче до Вітебського вокзалу зупинний пункт (сучасна платформа «проспект Слави»).
На платформі зупиняються всі електропоїзди, що через неї проходять. Сполучені зі станцією метро «Купчино» двома підземними переходами, з яких також можна вийти на обидві сторони залізниці — на Вітебський проспект і на Балканську площу. Також поруч із платформою розміщено кінцеві зупинки великої кількості маршрутів трамваїв, тролейбусів, автобусів та маршрутних таксі. Платформа розташована на триколійному перегоні (Санкт-Петербург-Вітебський-Сортувальний) — (Шушари). Перегін електрифіковано в 1953 р. в складі ділянки (Санкт-Петербург, Вітебський ВКЗ. — Павловськ). У 1986 р. була проведена електрифікація 3-ї вантажної колії в складі ділянки (Шушари — Вітебський-Сортувальний). Третя (вантажна) колія платформ не має.
Складається з двох окремих платформ, по зовнішній стороні яких розташовані колії (між платформами колії відсутні). Будівництво зупинного пункту велося одночасно з будівництвом однойменної станції метро. Спочатку планувалося поєднати платформи метро і залізниці, створивши багатоплатформовий вузол. Але проект не було впроваджено через економію коштів. Згодом ідея була реалізована на станції Дев'яткіно.